# Szulfamid
A kénsav-diamid, más néven diamido-szulfát vagy helytelenül szulfamid egy szervetlen kénvegyület, mely a kénsav amidoszármazékának tekinthető. Összegképlete H4N2O2S. Előállítása benzinben oldott szulfonil-klorid és ammónia reakciójával történik. Szulfamidot először Henri Victor Regnault állított elő 1838-ban.

## Tulajdonságai
A szulfamid körülbelül 90 °C-on olvadó, vízben jól oldódó fehér anyag. Hevítve ammóniára és szulfonil-imidre bomlik:
SO2(NH2)2 = SO2NH + NH3